# Asahi Glass
Asahi Glass Co., Ltd. (旭硝子株式会社 Asahi Garasu Kabushiki-gaisha), almindeligvis kendt som AGC (TYO: 5201
) er en multinational glasproducent fra Japan. Virksomheden er med sin omsætning på 12,843 mia. amerikanske dollar (2013) og sine 51.500 medarbejdere blandt verdens fire største glasproducenter. Virksomheden er en del af Mitsubishi keiretsu. Hovedkvarteret for koncernen er i Marunouchi i Chiyoda-ku i Tokyo. Uover kerneforretningen glas som fremstiller AGC også kemikalier og keramiske materialer.
Selskabet er børsnoteret på Tokyo Stock Exchange og er en del af TOPIX og Nikkei 225 aktieindeksene..

## Historie
Asahi Glass blev etableret 8. september 1907 af Toshiya Iwasaki, den anden søn af den anden præsident fra det originale Mitsubishi zaibatsu. Det var den første japanske producent af pladeglas. Det er en af de største fladglasproducenter i verden og koncernen ejer Glaverbel-glasfabrikker (i dag kendt som AGC Glass Europa) over hele Europa og AFG Industries i Nordamerika.

## Produkter
De primære produkter er:
- Bilglas og industrielle materialer
- Bioteknologi og miljø
- Handelsvarer og præstationsfremmende kemikalier
  - Blandt præstationsfremmende kemikalier så fremstiller Asahi fluoropolymer-film, inklusive Fluon-ETFE-laminat, som er berømt for sin brug som overfladedækning på Allianz Arena i München som er verdens største struktur med ETFE.
- Skærmglas (inklusive Dragontrail smartphoneskærme)
- Elektronikmaterialer og produkter
- Fladglas og byggematerialer
- Optik og telekommunikation

## Datterselskaber og associerede selskaber
- AGC Chemicals Americas, Inc.
- AGC Chemicals Europe Ltd.
- AIS India Glass Ltd.
- Asahi Fiber Glass Co., Ltd.
- Asahi Techno Glass Corp.
- Ise Chemical Industries Co., Ltd.
- Optrex Corp.
- Asahi Glass Foundation
- AGC Glass Europe (tidligere kendt som Glaverbel)